# Mateu Isern
Mateu Isern Estela, né le 4 avril 1959 à Palma de Majorque, est un homme politique espagnol membre du Parti populaire.
Maire de Palma entre 2011 et 2015, il est député au Congrès de janvier à mai 2016.

## Biographie

### Formation et vie professionnelle
Il suit sa scolarité au collège Luis Vives de Palma. Étudiant, d'abord à l'université des Îles Baléares puis à l'université de Barcelone, il est titulaire d'une licence en droit qu'il obtient en 1981. Il fait partie du conseil d'administration de la société municipale du stationnement de Palma et a travaillé comme chef des services juridiques de la banque du Crédit baléar ; coïncidant lors de ce dernier poste avec Félix Pons.

### Maire de Palma
Il postule à la mairie de Palma lors des élections municipales du 22 mai 2011. La liste conservatrice qu'il conduit gagne les élections et obtient la majorité absolue des sièges au conseil municipal. Mateu Isern est donc logiquement investi maire de Palma de Majorque le 11 juin 2011 par 17 voix pour et 12 contre. Il n'est pas réélu en 2015 et retourne exercer comme avocat.

### Député au Congrès
Le 20 décembre 2015, il est élu député pour la circonscription des Îles Baléares au Congrès des députés. Il ne se représente pas aux élections anticipées de 2016 et est remplacé sur la liste par Teresa Palmer Tous.